# Хидролошки комплекс Калипоље
Хидролошки комлекс Калипоље-Буковик се налази на обронку планинског масива Јавор,у северозападној Србији, на десној долини реке Увац. Површина коју заузима је 139 ha 21a 45 m2. Комплекс се састоји од Корићанског врела, долине Калопоље са Калипољском реком, понора Калипољске реке, пећине Буковик, и врела Вршевине.

## О појавама
Корићанско врело је гравитационог типа, које је дренирано од  карсни
масив у залеђу на северу и формира ток Калипољске реке. Калипоље је овећа депресија.
Отпочиње Корићанским врелом на истоку, а завршава слепом долином то јест
понором Калипољске реке на западу.

### Пећина Буковик
Раније заштићена Пећина Буковик је хидролошки активан, подземни
облик карстног рељефа са каналима у три нивоа. Доњи ниво пећинских канала има стални
ток, којипотиче од понора Калипољске реке и највећим делом истиче на карстном
врелу Вршевина. Средњи пећински ниво богат је различитим формама пећинских украса,
међу којима саливи имају посебно место. Дужина пећинског канала је 1402 m.
Хидролошке и морфолошке карактеристике чине Пећину Буковик јединственим
подземним обликом карстног рељефа Србије. Биоспелеолошке карактеристике је такође чине јединственим стаништем осам врста флоре. По дну пећине су образовани орозиони лонци као и језера.
Допринос ове пећине у сфери науке и образовања је веома значајан.

### Врело Вршевина
Ово врело одликује сталност и снага, карстног је типа на коме истичу воде доњег нивоа
пећине Буковик. Кратки ток врела се улива у повремени ток Вршевине који се након
неколико километара улива у реку Увац
Наведене појаве, које чине Хидролошки комплекс распоређене су на две локације које су
подземном хидрогеолошком везом повезане у јединствену функционалну хидролошку
целину.

## Заштита
Споменик природе „Хидролошки комплекс Калипоље – Буковик одређује се други степен
заштите за цело подручје у коме се активна заштита, спроводи на
заштићеном подручју или његовом делу са делимично измењеним екосистемима великог
научног значаја и посебно вредним пределима и геонаслеђу. Комплекс је под управом предузећа Резерват Увац из Нове Вароши.